# Ploganes
Ploganes este o localitate din comuna Kvam, provincia Hordaland, Norvegia, cu o suprafață de 0,89 km² și o populație de 371 locuitori (2013).